# 말레이맥
말레이맥(Malayan tapir)은 아시아맥(Asian tapir)이라고도 불리며, 아메리카 외의 유일한 살아있는 맥 종이다. 말레이반도에서 수마트라섬까지 동남아시아가 원산지이다. 2008년부터 IUCN 적색 목록에 멸종위기종으로 등재되어 있으며, 이는 성숙한 개체 수가 2,500마리 미만인 것으로 추정되기 때문이다.

## 묘사
말레이맥은 어깨에서 뒷다리까지 이어지는 밝은 색의 반점으로 쉽게 식별할 수 있다. 검은 털은 머리, 어깨, 다리를 덮고 있으며, 흰 털은 중간 부분, 뒷다리, 귀 끝을 덮고 있다. 이 흰 가장자리는 다른 맥과 마찬가지로 바깥 귀 가장자리를 감싸고 있다. 색이 흐트러지면 윤곽이 깨져 다양한 지형과 서식지의 울창한 식물상에서 동물을 인식하기 어렵게 만들어 위장을 제공한다. 잠재적인 포식자들은 잠을 잘 때 먹이가 아닌 큰 바위로 착각할 수 있다.
말레이맥은 현존하는 네 종의 맥 종 중 가장 크며 길이가 1.8~2.5m까지 자라며, 길이가 5~10cm에 불과한 뭉툭한 꼬리를 세지 않고 키는 90~110cm이다. 일반적으로 몸무게는 250~320kg이지만, 일부 성체는 최대 540kg까지 나갈 수 있다. 암컷은 보통 수컷보다 크다. 다른 맥 종들과 마찬가지로 작고 뭉툭한 꼬리와 길고 유연한 주둥이를 가지고 있다. 앞발에는 네 개의 발가락이 있고 뒷발에는 세 개의 발가락이 있다. 말레이맥은 시력은 다소 떨어지지만 청각과 후각이 뛰어난다.
맥의 독특한 돌기는 두개골의 여러 진화적 적응에 의해 뒷받침된다. 맥은 큰 시상 볏, 비정상적으로 위치한 궤도, 비정상적으로 생긴 두개골, 높은 전두골, 그리고 수축된 코 절개와 수축된 얼굴 연골을 가지고 있다. 이러한 진화 과정은 일부 연골, 안면 근육, 그리고 맥의 비강 방의 뼈 벽의 손실을 초래한 것으로 여겨진다.

### 시력
말레이맥은 육지와 수중 모두에서 시력이 매우 좋지 않으며, 대신 뛰어난 후각과 청각에 크게 의존하여 탐색하고 먹이를 찾는다. 눈은 작고 많은 초식 동물과 마찬가지로 얼굴 옆에 위치해 있다. 갈색 홍채를 가지고 있지만 각막은 종종 푸른 연무로 덮여 있는데, 이러한 각막 혼탁은 빛에 반복적으로 노출되기 때문인 것으로 추정된다. 이러한 투명성의 상실은 각막이 눈에 들어오는 외부 빛을 투과하고 집중하는 능력에 영향을 미쳐 동물의 전반적인 시력을 저하시킨다. 이러한 말레이맥은 시력이 좋지 않을 뿐만 아니라 밤에도 가장 활발하게 활동하기 때문에 먹이를 찾고 포식자를 피하는 것이 더 어려울 수 있다.

### 색상 변화
2000년 말레이시아 제랑가우 산림 보호구역에서 두 마리의 멜라닌성 말레이맥이 관찰되었다. 2016년에는 파항주 테카이 템벨링 산림 보호구역에서도 검은색 말레이맥이 기록되었다.

## 분포 및 서식지
말레이맥은 인도네시아의 수마트라섬, 반도 말레이시아, 미얀마, 태국을 포함한 동남아시아의 열대 저지대 열대 우림 전역에 서식한다.
플라이스토세 화석은 자와섬과 다른 지역에서 초식 동물과 함께 초원에서 발견되었으며, 이는 더 개방된 서식지에서 진화하여 나중에 폐쇄된 숲으로 후퇴했음을 나타낸다. 보르네오섬에서는 적어도 8,000년 전 초기 홀로세 시기 사라왁주의 나야 동굴에서 발견되었으며, 일부 19세기 작가들은 토착 기록에 근거하여 보르네오섬의 현대 종으로 언급했다. 보존 조치로 섬에 말레이맥을 다시 도입할 것이 제안되었다.
그 대륙에서는 말레이맥이 중국 북쪽까지 역사적으로 발견되었다.

## 행동생태학

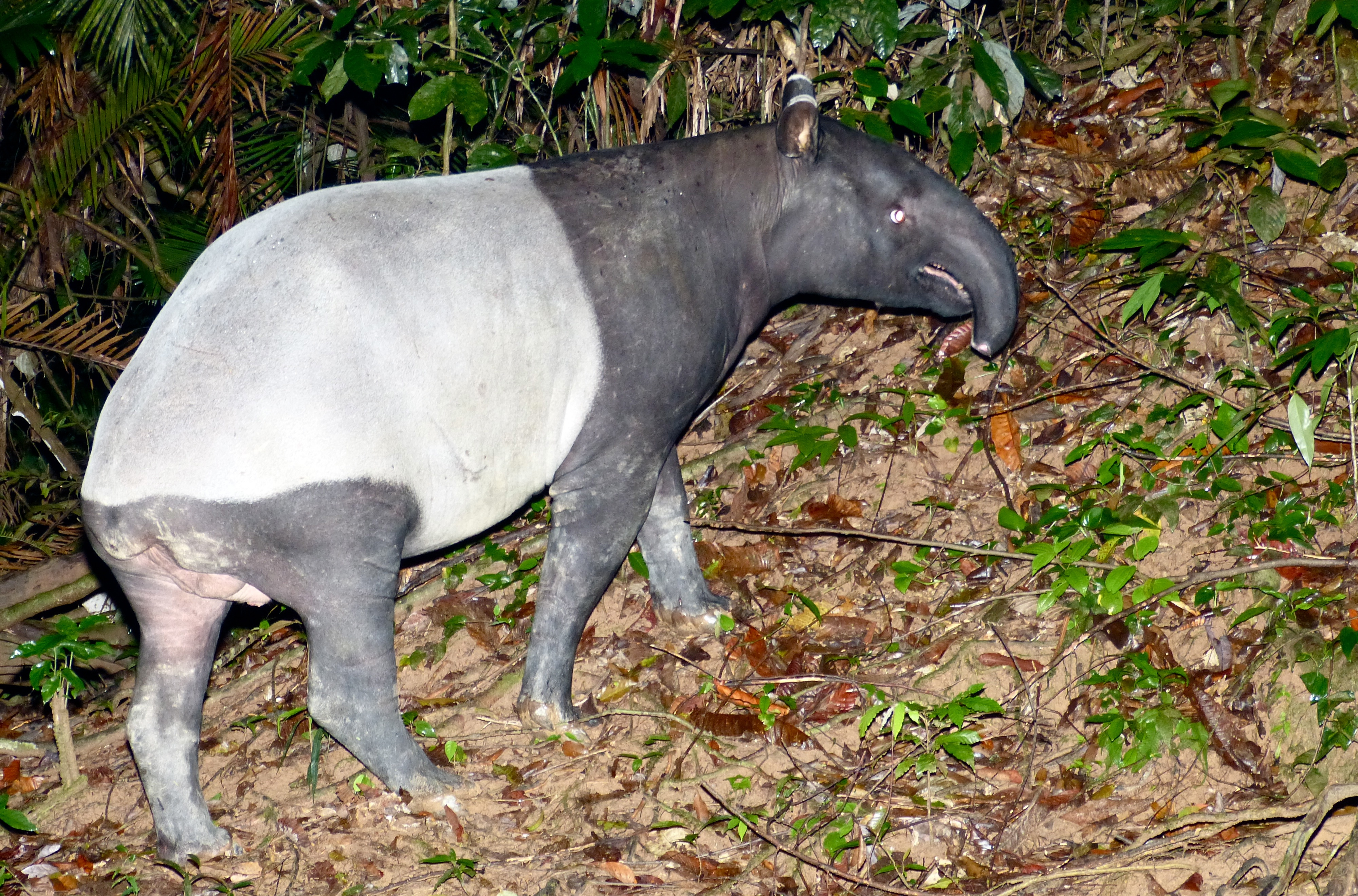
타만네가라의 말레이맥

말레이맥은 주로 외딴 곳에 서식하며, 넓은 땅을 다른 개체들의 땅과 겹친다. 맥은 식물에 소변을 뿌려 자신의 땅을 표시하며, 종종 덤불 속에서 불도저로 이동하는 독특한 경로를 따라간다. 초식 동물로, 115종 이상의 식물의 부드러운 새싹과 잎을 먹이로 삼는 동물로, 그 중 약 30종이 특히 선호된다. 숲을 천천히 이동하며 먹이를 먹고 다른 맥이 남긴 향기를 기억하기 위해 자주 멈춘다. 맥은 위협을 받거나 겁을 먹으면 빠르게 달릴 수 있으며, 억지로 싸울 경우 강한 턱과 날카로운 이빨로 스스로를 방어할 수 있다. 말레이맥은 높은 음의 삐걱거림과 휘파람 소리로 의사소통을 한다. 그들은 보통 물 근처에 사는 것을 선호하며, 종종 목욕과 수영을 하며 가파른 경사면을 오를 수도 있다. 맥은 주로 밤에 활동하지만, 주로 야행성 동물은 아니다. 해가 진 후나 일출 전에 먹이를 먹는 경향이 있고 한밤중에 낮잠을 자는 경우가 많기 때문에 익상 동물로 간주된다.

### 천적
말레이맥은 크기 때문에 천적이 거의 없고 호랑이에 의한 살처분 보고조차 드문다. 말레이맥은 매우 강력한 물림으로 자신을 방어할 수 있는데, 1998년 포획된 암컷 말레이맥의 물림으로 인해 사육사의 왼쪽 팔이 이두근 중앙에서 잘린 것으로 추정된다. 승냥이 무리 및 바다악어도 천적에 포함된다.